# Finały NBA 1992

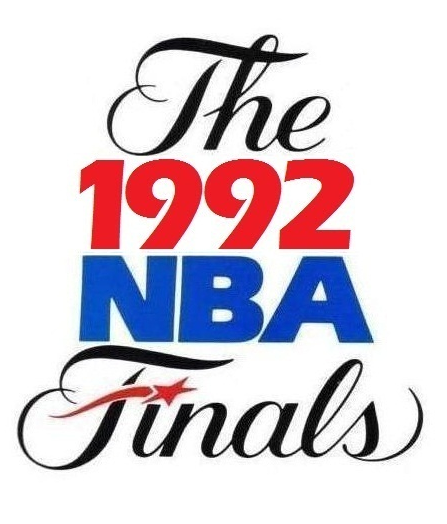

Finały NBA w 1992 rozegrano w dniach 3-14 czerwca 1992 roku. Spotkali się w nich mistrzowie Konferencji Wschodniej - Chicago Bulls oraz  Konferencji Zachodniej - Portland Trail Blazers.

Hala Memorial Coliseum w Portland

W drodze do finału Bulls pokonali kolejno: Miami Heat 3-0, New York Knicks 4-3 i w finale Konferencji Cleveland Cavaliers 4-2. Natomiast Blazers zwyciężyli: Los Angeles Lakers 3-1, Phoenix Suns 4-1 i w finale konferencji Utah Jazz 4-2.
Mecze rozgrywano w formule 2-3-2. Przewagę własnej hali miała drużyna Bulls.
Tytuł mistrza NBA, po raz drugi z rzędu, zdobyła drużyna Chicago Bulls, zwyciężając Portland Trail Blazers 4-2.
Tytuł MVP Finałów zdobył drugi raz z rzędu Michael Jordan, zdobywając przeciętnie w meczu 35,8 pkt., 6,4 ast. i 4,8 zb.
Latem tego samego roku trójka zawodników tego finału - Michael Jordan i Scottie Pippen z Bulls i Clyde Drexler z Blazers - wystąpili w składzie słynnego Dream Teamu na Igrzyskach w Barcelonie i bezapelacyjnie zdobyli mistrzostwo, ogrywając wszystkie drużyny kilkudziesięcioma punktami.

## Składy drużyn
| Chicago Bulls | Portland Trail Blazers |
| - 5 - John Paxson - 10 - B.J. Armstrong - 14 - Craig Hodges - 20 - Bobby Hansen - 21 - Stacey King - 23 - Michael Jordan (MVP) - 24 - Bill Cartwright - 32 - Will Perdue - 33 - Scottie Pippen - 42 - Scott Williams - 53 - Cliff Levingston - 54 - Horace Grant | - 00 - Kevin Duckworth - 2 - Mark Bryant - 3 - Clifford Robinson - 8 - Ennis Whatley - 9 - Danny Ainge - 12 - Lamont Strothers - 14 - Robert Pack - 22 - Clyde Drexler - 25 - Jerome Kersey - 30 - Terry Porter - 31 - Alaa Abdelnaby - 42 - Wayne Cooper - 52 - Buck Williams |
| Trener: Phil Jackson | Trener: Rick Adelman |

## Przebieg meczów

### Mecz 1.

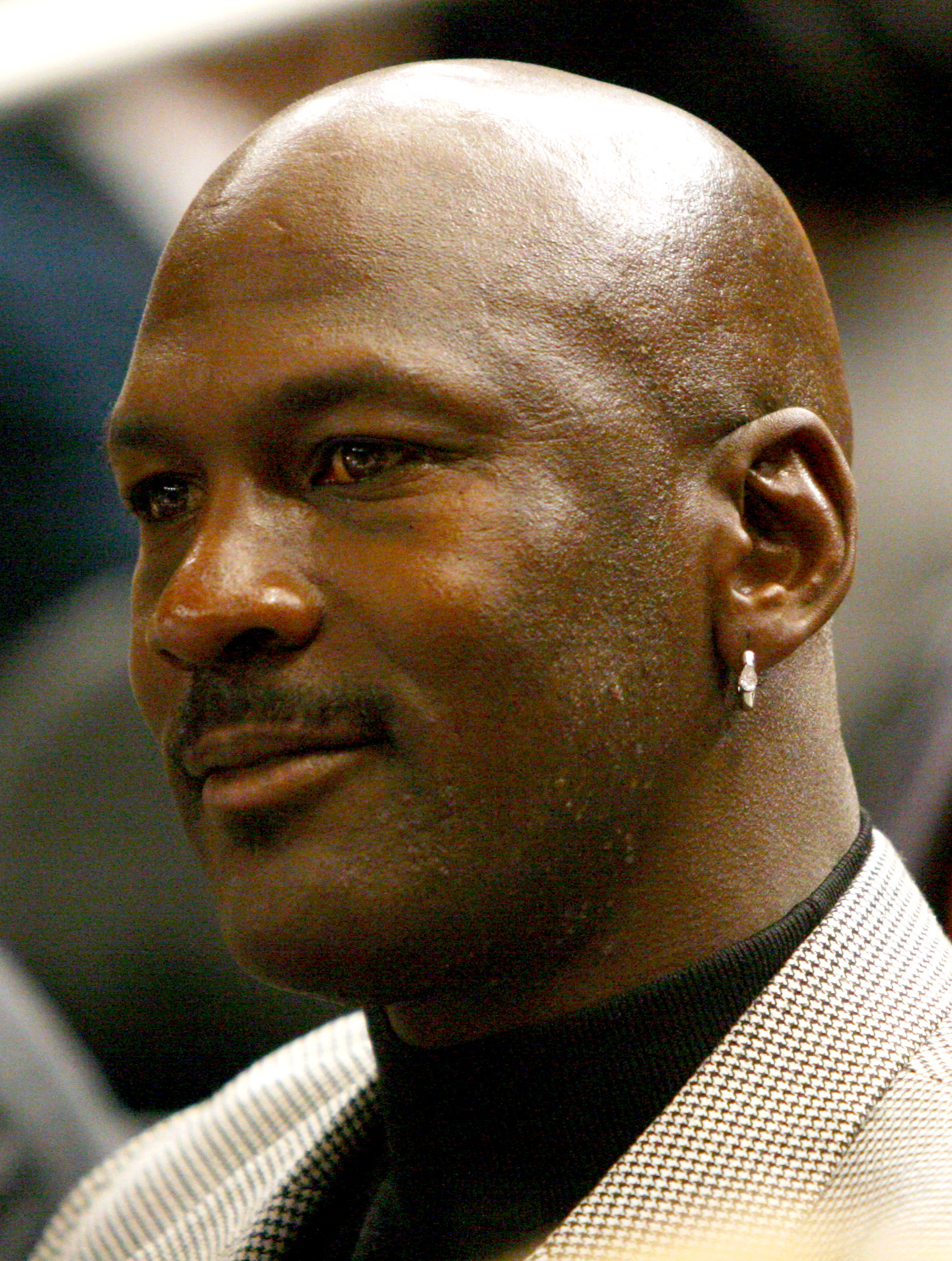
Michael Jordan MVP finału 1992

3 czerwca 1992 r. w Chicago Stadium w Chicago.
Michael Jordan rozpoczął mecz finałowy z wielkim impetem, bijąc rekord Elgina Baylora w zdobyczy punktowej w pierwszej połowie - odnotował ich 35, w tym 6 trafionych rzutów za 3 pkt. (także rekord). Należy jeszcze dodać, że pierwsze 6 minut drugiej kwarty siedział na ławce. Mimo to Portland do połowy grali jak równy z równym. Dopiero przyspieszenie Byków doprowadziło od stanu 44-45 do 67-51, potem 104-68 na koniec trzeciej kwarty (którą wygrali 38-17) i ostatecznie 122-89. 

#### Wynik
| Drużyna  | 1 kw. | 2 kw. | 3 kw. | 4 kw. | Wynik |
| -------- | ----- | ----- | ----- | ----- | ----- |
| Portland | 30    | 21    | 17    | 21    | 89    |
| Chicago  | 33    | 33    | 38    | 18    | 122   |

#### Statystyki
| Drużyna  | min.        | pkt.         | zb.                  | as.         | prz.                 | blk.       |
| -------- | ----------- | ------------ | -------------------- | ----------- | -------------------- | ---------- |
| Portland | Porter - 32 | Drexler - 16 | Kersey - 7           | Drexler - 7 | Drexler, Whatley - 2 | Cooper - 2 |
| Chicago  | Jordan - 34 | Jordan - 39  | Pippen, Williams - 9 | Jordan - 11 | Jordan, Pippen - 2   | Grant - 3  |

### Mecz 2.
5 czerwca 1992 r. w Chicago Stadium w Chicago.
W drugim meczu Blazers agresywniej kryli Jordana i taktyka ta przynosiła skutki - w połowie meczu gracze z Portland prowadzili 54-45. Jednak w 3. kwarcie Byki zaczęły odrabiać straty. Skuteczny był zwłaszcza John Paxson, który punktował rzutami za 3. Po następnej kwarcie to Bulls wygrywali 77-70. Czwarta kwarta była bardzo emocjonująca - wobec zejścia za faule Clyde Drexlera, przy przewadze 10-cioma punktami Bulls byli pewni zwycięstwa, ale pogoń Blazers doprowadziła do remisu i dogrywki. Tu Smugi nie dały sobie wydrzeć zwycięstwa - zdobyły aż 18 punktów, co przy tylko 7 Byków wyrównało stan rywalizacji na 1-1. Bohaterem dogrywki był Danny Ainge, który zdobył wtedy 9 punktów, ale najlepsze statystyki w całym meczu miał, mimo krycia, Michael Jordan, który znów zaliczył 39 pkt. 

#### Wynik
| Drużyna  | 1 kw. | 2 kw. | 3 kw. | 4 kw. | dogr. | Wynik |
| -------- | ----- | ----- | ----- | ----- | ----- | ----- |
| Portland | 31    | 23    | 16    | 27    | 18    | 115   |
| Chicago  | 23    | 22    | 32    | 20    | 7     | 104   |

#### Statystyki
| Drużyna  | min.        | pkt.         | zb.           | as.                 | prz.                | blk.                            |
| -------- | ----------- | ------------ | ------------- | ------------------- | ------------------- | ------------------------------- |
| Portland | Porter - 49 | Drexler - 26 | Williams - 14 | Drexler - 8         | Drexler, Kersey - 2 | Porter, Duckworth, Williams - 1 |
| Chicago  | Jordan - 50 | Jordan - 39  | Grant - 12    | Jordan, Pippen - 10 | Pippen - 3          | Grant - 5                       |

### Mecz 3.

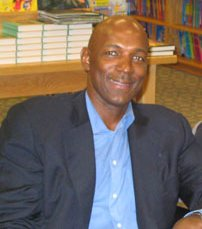
Clyde Drexler, najlepszy gracz Portland

7 czerwca 1992 r. w Memorial Coliseum w Portland.
Trzeci mecz nie był dobry dla żadnej z drużyn. Blazers mieli słabą skuteczność (tylko 39 punktów w drugiej połowie), Byki zaś w ciągu całego meczu nie potrafiły utrzymać wypracowanej przewagi. Największa różnica 30-13 z pierwszej połowy, w pewnym momencie drugiej części spadła nawet do 3 punktów w 4. kwarcie. W pierwszej części z dobrej strony pokazał się rezerwowy center Byków Scott Williams, w przekroju całego spotkania nieco zawiodły za to gwiazdy - Jordan i Pippen. Niemniej Bulls zwyciężyli, przerywając nieprzerwaną passę zwycięstw Portlandczyków na swoim boisku w play-offach.

#### Wynik
| Drużyna  | 1 kw. | 2 kw. | 3 kw. | 4 kw. | Wynik |
| -------- | ----- | ----- | ----- | ----- | ----- |
| Chicago  | 34    | 20    | 16    | 24    | 94    |
| Portland | 26    | 19    | 15    | 24    | 84    |

#### Statystyki
| Drużyna  | min.        | pkt.         | zb.               | as.        | prz.       | blk.                 |
| -------- | ----------- | ------------ | ----------------- | ---------- | ---------- | -------------------- |
| Chicago  | Pippen - 43 | Jordan - 26  | Pippen, Grant - 8 | Pippen - 7 | Jordan - 3 | Pippen, Williams - 2 |
| Portland | Porter - 44 | Drexler - 32 | Kersey - 12       | Porter - 4 | Kersey - 3 | Kersey, Robinson - 1 |

### Mecz 4.
10 czerwca 1992 r. w Memorial Coliseum w Portland.
Cały mecz to stałe prowadzenie Byków. Drużyna z Chicago prowadziła 10-0 na starcie, potem przewaga wzrosła nawet do 15 punktów, a po 3. kwarcie wynosiła 80-74. Jednak czwarta kwarta to popis indolencji Bulls i skuteczny pościg Blazers. Przez ostatnie dziesięć minut Michael Jordan nie potrafił zdobyć punktu, a zawodnicy z Portland wypunktowali Byki 17-5. Stan meczu wyrównał się na 2-2.

#### Wynik
| Drużyna  | 1 kw. | 2 kw. | 3 kw. | 4 kw. | Wynik |
| -------- | ----- | ----- | ----- | ----- | ----- |
| Chicago  | 26    | 22    | 21    | 19    | 88    |
| Portland | 18    | 27    | 21    | 27    | 93    |

#### Statystyki
| Drużyna  | min.               | pkt.                 | zb.            | as.                | prz.                                 | blk.         |
| -------- | ------------------ | -------------------- | -------------- | ------------------ | ------------------------------------ | ------------ |
| Chicago  | Jordan, Grant - 44 | Jordan - 32          | Grant - 10     | Jordan, Pippen - 6 | Cartwright - 2                       | Williams - 1 |
| Portland | Porter - 45        | Drexler, Kersey - 21 | Duckworth - 11 | Drexler - 9        | Drexler, Kersey, Robinson, Ainge - 2 | Drexler - 3  |

### Mecz 5.
12 czerwca 1992 r. w Memorial Coliseum w Portland.

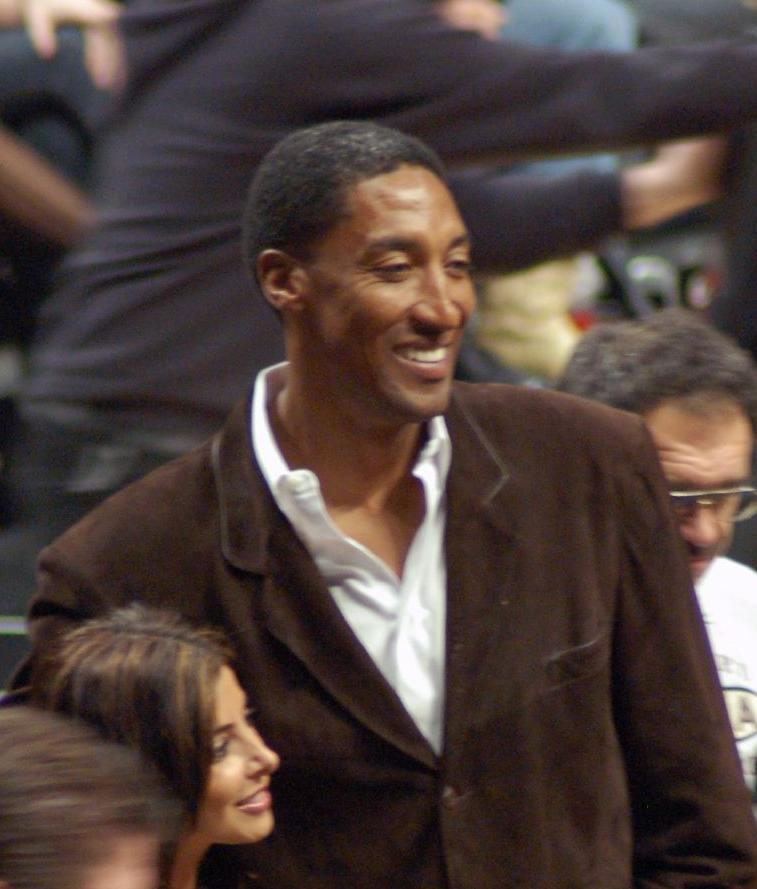
Scottie Pippen, najwszechstronniejszy zawodnik Bulls

To był dzień Michaela Jordana, który już w pierwszej kwarcie zdobył 12 punktów i dokładał taką samą liczbę do końca. Dzielnie wspierał go Scottie Pippen, który w 1. kwarcie zdobył 13 pkt. przy 100% skuteczności. Od końca kwarty Byki nieprzerwanie prowadziły co najmniej 10 punktami. Kibice przez chwilę zamarli gdy w 2. kwarcie Jordan skręcił nogę, lądując po rzucie, ale MJ wkrótce wrócił na boisko i dalej imponował skutecznością. W 3. kwarcie przewaga Bulls sięgnęła 20 punktów. W ostatniej odsłonie Smugi zaczęły odrabiać straty, na 3 min. przed końcem po raz pierwszy przewaga stopniała do 9 pkt. Niestety, Clyde Drexler popełnił 6. przewinienie i ta strata podcięła skrzydła Portlandczykom. Byki dowiozły niezagrożone prowadzenie do końca. Michael Jordan zdobył w całym meczu rekordowe 46 punktów, zaś Scottie Pippen był bliski triple-double. Dobrze zagrali też rezerwowi Byków.

#### Wynik
| Drużyna  | 1 kw. | 2 kw. | 3 kw. | 4 kw. | Wynik |
| -------- | ----- | ----- | ----- | ----- | ----- |
| Chicago  | 39    | 27    | 28    | 25    | 119   |
| Portland | 26    | 28    | 24    | 28    | 106   |

#### Statystyki
| Drużyna  | min.        | pkt.         | zb.         | as.        | prz.               | blk.                          |
| -------- | ----------- | ------------ | ----------- | ---------- | ------------------ | ----------------------------- |
| Chicago  | Pippen - 45 | Jordan - 46  | Pippen - 11 | Pippen - 9 | Pippen, Paxson - 2 | Grant - 4                     |
| Portland | Porter - 46 | Drexler - 30 | Kersey - 12 | Porter - 8 | Porter - 3         | Drexler, Porter, Williams - 1 |

### Mecz 6.
14 czerwca 1992 r. w Chicago Stadium w Chicago.
Blazers od początku ściśle pilnowali Jordana, Michael oddał pierwszy rzut dopiero przed końcem 1. kwarty. Portland prowadziło 25-19 na koniec kwarty, głównie dzięki świetnej postawie Jerome Kerseya, zdobywcy 12 pkt. Blazers nie zwalniali i w pewnym momencie 2. kwarty prowadzili 43-28, a na koniec 3. już 79-64. Liderzy Bulls nie byli w stanie przełamać nieudolności i oddali pole. Trener Jackson postawił więc wszystko na jedną kartę - ostatnią kwartę zaczął czwórką rezerwowych (Bobby Hansen, B.J. Armstrong, Scott Williams i Stacey King), wspomaganych przez Pippena. Manewr się udał - rezerwowa piątka w ciągu 3,5 minuty odrobiła 12 z 15 punktów straty! Duża w tym zasługa samych Blazersów, którzy w krótkim czasie czterokrotnie stracili piłkę. Byki miały wtedy serię 14-2. Gdy na boisko wrócił Jordan, wraz z Pippenem wyprowadził swą drużyną na prowadzenie, której Bulls nie oddali już do końca. Fenomenalną 4. kwartę wygrali 33-14, co było rekordem finałów. 

#### Wynik
| Drużyna  | 1 kw. | 2 kw. | 3 kw. | 4 kw. | Wynik |
| -------- | ----- | ----- | ----- | ----- | ----- |
| Chicago  | 19    | 25    | 20    | 33    | 97    |
| Portland | 25    | 25    | 29    | 14    | 93    |

#### Statystyki
| Drużyna  | min.                | pkt.                 | zb.          | as.              | prz.                                 | blk.                  |
| -------- | ------------------- | -------------------- | ------------ | ---------------- | ------------------------------------ | --------------------- |
| Chicago  | Pippen, Jordan - 43 | Jordan - 33          | Williams - 8 | Horace Grant - 5 | Jordan - 4                           | Williams - 2          |
| Portland | Porter - 47         | Drexler, Kersey - 24 | Kersey - 9   | Porter - 7       | Drexler, Kersey, Robinson, Ainge - 2 | Drexler, Robinson - 2 |